# Komodo
Komodo je indonéský ostrov, který náleží skupině ostrovů Malé Sundy. Ostrov je především známý kvůli výskytu varana komodského, který je největším a nejmohutnějším ještěrem na světě. Populace tohoto ještěra je zde odhadována na cca 5000 kusů.
Komodo má rozlohu 390 km2 a žijí zde asi tři tisíce obyvatel. Náleží indonéské provincii Východní Nusa Tenggara. Obyvatelé jsou převážně islámského vyznání, ale zastoupeno je zde také katolické křesťanství a buddhismus. Ostrov je součástí národního parku Komodo, který byl založen v roce 1980. Turisté ostrov navštěvují také kvůli potápění. Nachází se mezi většími ostrovy Sumbawa a Flores. Na ostrově se dříve nacházel tropický prales, ale dnes jsou tu převážně pastviny.

## Ochrana přírody
Ostrov Komodo je součástí stejnojmenného národního parku a spolu s přilehlými ostrovy Rinca a Padara a množstvím menších ostrůvků a okolních korálových útesů byl v roce 1977 zapsán na seznam biosférických rezervací UNESCO. Celková rozloha této biosférické rezervace je 1 118 003 ha, z čehož souš představuje pouze 332 951 ha. Na území biosférické rezervace bylo v roce 2011 registrováno 97 988 obyvatel.